# プライヴェート・ダンサー
『プライヴェート・ダンサー』（Private Dancer）は、アメリカ合衆国の歌手、ティナ・ターナーが1984年に発表したスタジオ・アルバム。5年振りのソロ・アルバムで、しばらく不遇の状態にあったティナは本作の世界的な大ヒットで再び注目を浴び、音楽評論家のアレックス・ヘンダーソンはallmusic.comにおいて「1984年当時45歳であったティナ・ターナーは、アメリカのポピュラー音楽史においても特に驚嘆すべきカムバックを果たした」と評している。また、『タイム』誌が2008年に選出した「トップ10カムバック・アルバム」でも、本作がその中の一つとして挙げられている。なお、日本国内においては、ブロードキャスターのピーター・バラカンが早くから高く評価している。

## 背景
1976年にアイク・ターナーとティナ・ターナーが離婚してアイク&ティナ・ターナーが解散すると、ティナはソロ活動に専念するが、その後発表したソロ・アルバムやソロ・シングルはチャート・インを果たせなかった。しかし、当時キャピトル・レコードのA&Rであったジョン・カーターがティナと契約し、本作のレコーディングが行なわれた。カーターが後年語ったところによると、楽曲提供者がなかなか現れず、「ティナ・ターナー!?」「どうでもいいよ」「昔そんな人いたね」などと言われ、アルバム作りは難航したという。カーターは一部の曲のプロデュースも担当しており、更にアンソニー・フィリップスやハワード・ジョーンズ等との仕事で知られるルパート・ハイン、クリフ・リチャードのサポート・ギタリスト等の活動で知られるテリー・ブリテン、B.E.F.やヘヴン17で活動していたマーティン・ウェア、フュージョン・ミュージシャンのジョー・サンプル等もプロデューサーとして参加した。
本作には、アン・ピーブルスが1973年に発表した「雨に打たれて」、アル・グリーンが1971年に発表した「レッツ・ステイ・トゥギャザー」、ビートルズが1965年に発表した「ヘルプ」、デヴィッド・ボウイが1974年のアルバム『ダイアモンドの犬』で発表した「1984」といった曲のカヴァーが収録された。また、エリック・バードン&アニマルズのカヴァー「若い思い出（When I Was Young）」もレコーディングされている。
タイトル曲「プライヴェート・ダンサー」はダイアー・ストレイツのマーク・ノップラーが提供した曲で、ノップラーはレコーディングには参加しなかったが、ダイアー・ストレイツの他のメンバーが演奏で参加しており、更にジェフ・ベックとメル・コリンズも参加した。また、ベックは「スティール・クロー」でもギター・ソロを弾いている。

## 反響
1983年に先行シングル「レッツ・ステイ・トゥギャザー」が発表されると、1984年には母国アメリカのBillboard Hot 100で26位に達し、イギリスでは自身のソロ・シングルとしては初の全英シングルチャート入りを果たして最高6位に達した。本作からはその後も多くのシングル・ヒットが出ており、最大のヒットとなった「愛の魔力」は全米1位・全英3位に達した。
アルバムはアメリカのBillboard 200で3位、『ビルボード』誌のR&Bアルバム・チャートでは1位に達して、発売から3カ月でプラチナ・ディスクに認定され、1987年には5×プラチナに達するほどの大ヒット作となった。なお、アメリカではLPとCDの両方の形態で発売されたが、アメリカ盤LPの初回盤は「ヘルプ」を含まない9曲入りの内容で、曲順も現在のCDとは異なる。
全英アルバムチャートでは1984年6月30日付で初登場16位となり、9月には2週連続で2位を記録して、98週連続でトップ100圏内にとどまり、その後も何度かトップ100に再浮上して1990年の時点で通算147週トップ100入りするロング・セラーとなった。オーストリアのアルバム・チャートでは、1984年11月15日付で初登場5位となり、1985年5月1日付から6月1日付まで1位を独占した。

## 評価
グラミー賞では、本作収録曲「愛の魔力」が最優秀レコード賞、最優秀楽曲賞、最優秀女性ポップ・ボーカル・パフォーマンス賞の3部門を独占し、更に「あなたのとりこ」で最優秀女性ロック・ボーカル・パフォーマンス賞を受賞した。ノミネートまでで終わったものに関しては、本アルバムがグラミー賞の最優秀アルバム賞にノミネートされ、「レッツ・ステイ・トゥギャザー」が最優秀女性R&Bボーカル・パフォーマンス賞にノミネートされた。
『ローリング・ストーン』誌が選出した「80年代のベスト・アルバム100」では47位にランク・インしており、Slant Magazineのスタッフが2012年に選出した「1980年代のベスト・アルバム」では63位にランク・インした。

## 派生作品
オーストラリアでは、本作収録曲5曲のリミックスと、ブライアン・アダムスとのデュエットによる「イッツ・オンリー・ラヴ」のライヴ音源を収録したミニ・アルバム『Private Dance Mixes』が1984年にリリースされており、1985年には日本でもリリースされた。
1985年6月8日には、アメリカでドキュメンタリー番組『Private Dancer』がテレビ放映され、ティナと監督のデヴィッド・マレットは、同作でグラミー賞最優秀長編ミュージック・ビデオ賞にノミネートされた。
1997年、アメリカやイギリスでは『プライヴェート・ダンサー』にボーナス・トラック7曲を追加したリマスターCDがリリースされた。ボーナス・トラックのうち4曲は、本作からのシングルのカップリング曲として発表されたスタジオ・アルバム未収録曲である。
2015年から、e-onkyoから本作のハイレゾ音源（サンプリング周波数96kHz、量子化ビット数24bit）が配信されている。

## 収録曲
1. ソウル・サバイバー "I Might Have Been Queen" (Jeanette Obstoj, Rupert Hine, Jamie West-Oram) – 4:10
2. 愛の魔力 "What's Love Got to Do with It" (Terry Britten, Graham Lyle) – 3:49
3. 私に振り向いて! "Show Some Respect" (T. Britten, Sue Shifrin) – 3:18
4. 雨に打たれて "I Can't Stand the Rain" (Ann Peebles, Don Bryant, Bernard Miller) – 3:41
5. プライヴェート・ダンサー "Private Dancer" (Mark Knopfler) – 7:11
6. レッツ・ステイ・トゥギャザー "Let's Stay Together" (Al Green, Willie Mitchell, Al Jackson Jr.) – 5:16
7. あなたのとりこ "Better Be Good to Me" (Holly Knight, Nicky Chinn, Mike Chapman) – 5:10
8. スティール・クロー "Steel Claw" (Paul Brady) – 3:48
9. ヘルプ "Help" (John Lennon, Paul McCartney) – 4:30
10. "1984" (David Bowie) – 3:09

### 1997年リマスターCDボーナス・トラック
1. "I Wrote a Letter" (Inga Rumpf) – 3:24
  - シングル「レッツ・ステイ・トゥギャザー」のカップリング曲[26]。
2. "Rock 'n Roll Widow" (Tom Snow) – 4:45
  - シングル「ヘルプ」のカップリング曲[27]。アメリカではシングル「愛の魔力」のカップリング曲として発表された[28]。
3. "Don't Rush the Good Things" (Neil Gammack) – 3:46
  - イギリス等でシングル「愛の魔力」のカップリング曲として発表された[29]。
4. "When I Was Young" (Eric Burdon, Vic Briggs, John Weider, Barry Jenkins, Danny McCulloch) – 3:11
  - エリック・バードン&アニマルズのカヴァー。シングル「あなたのとりこ」のカップリング曲[30]。
5. "What's Love Got to Do with It (Extended Version)" (T. Britten, G. Lyle) – 5:48
6. "Better Be Good to Me (Extended Version)" (H. Knight, N. Chinn, M. Chapman) – 7:03
7. "I Can't Stand the Rain (Extended Version)" (A. Peebles, D. Bryant, B. Miller) – 5:45

## 参加ミュージシャン
- ティナ・ターナー - ボーカル
- ルパート・ハイン - プログラミング(#1, #7)、バッキング・ボーカル(#1, #7)
- ジェイミー・ウェスト＝オーラム - ギター(#1, #7)
- トレヴァー・モライス - ドラムス(#1, #7)
- サイ・カーニン - バッキング・ボーカル(#1, #7)
- ニック・グレニー＝スミス - キーボード(#2, #3, #4)
- ビリー・リヴゼイ - キーボード(#2, #3)
- グラハム・ジャーヴィス - ドラムス(#2, #3)
- サイモン・モートン - パーカッション(#2)
- テリー・ブリテン - ギター(#2, #3, #4)、バッキング・ボーカル(#2, #3)
- テッサ・ナイルズ - バッキング・ボーカル(#2, #3)
- グラハム・ブロード - ドラムス(#4)
- テリー・ウィリアムス - ドラムス(#5, #8)
- アラン・クラーク - キーボード(#5, #8)
- ハル・リンズ - ギター(#5, #8)
- ジョン・イルズリー - ベース(#5, #8)
- メル・コリンズ - サックス(#5)
- ジェフ・ベック - ギター・ソロ(#5, #8)
- ニック・プリタス - ピアノ(#6, #10)、シンセサイザー(#6, #10)
- レイ・ラッセル - ギター(#6)
- フランク・リコッティ - パーカッション(#6)
- ゲイリー・バーナクル - サックス(#6)
- グレッグ・ウォルシュ - シンセサイザー・プログラミング(#6, #10)
- マーティン・ウェア - ドラム・プログラミング(#6, #10)、バッキング・ボーカル(#6, #10)
- グレン・グレゴリー - バッキング・ボーカル(#6, #10)
- リッチー・ズィトー - ギター(#8)
- ンドゥグ・チャンクラー - ドラムス(#9)
- ウィルトン・フェルダー - ベース(#9)、サックス(#9)
- ジョー・サンプル - ピアノ(#9)、シンセサイザー(#9)
- チャールズ・フィアリング - ギター(#9)
- デヴィッド・ウォーカー - ギター(#9)
- デヴィッド・アーヴィン - プログラミング(#9)
- グウェン・エヴァンス - バッキング・ボーカル(#9)
- ジェシカ・ウィリアムズ - バッキング・ボーカル(#9)
- アレックス・ブラウン - バッキング・ボーカル(#9)
- デヴィッド・キュレン - ストリングス・アレンジ(#10)